# Pegvisomant
Le pegvisomant (nom commercial Somavert de la société pharmaceutique Pfizer) est un peptide antagoniste des récepteurs de l'hormone de croissance, utilisé dans le traitement de l'acromégalie.
Il a obtenu son autorisation de mise sur le marché (AMM) en France le 5 mars 2014 dans le traitement de l’acromégalie chez des patients qui ont eu une réponse insuffisante à la chirurgie et/ou la radiothérapie et chez lesquels un traitement médical approprié par les analogues de la somatostatine n’a pas normalisé les concentrations en IGF-1 ou n’a pas été toléré. Il s'agit donc d'un médicament de 3e intention après la chirurgie, les traitements par les analogues de la somatostatine et la radiothérapie.

## Structure
Le pegvisomant est une protéine contenant 191 acides aminés auxquels plusieurs polymères de polyéthylène glycol ont été liés par covalence (pégylation) afin de ralentir l'élimination du sang. Cette protéine est une version modifiée de l'hormone de croissance humaine, conçue pour bloquer par liaison le récepteur de l'hormone de croissance. Il est fabriqué à l'aide de bactéries Escherichia coli génétiquement modifiées. Les polymères de polyéthylène glycol sont ajoutés par la suite chimiquement.
Séquence :
```
FPTIPLSRLF DNAMLRAHRL HQLAFDTYQE FEEAYIPKEQ KYSFLQNPQT SLCFSESIPT PSNREETQQK SNLELLRISL 
1        10         20         30         40         50         60         70         80 
LLIQSWLEPV QFLRSVFANS LVYGASDSNV YDLLKDLEEG IQTLMGRLED GSPRTGQIFK QTYSKFDTNS HNDDALLKNY 
81       90         100        110        120        130        140        150        160
GLLYCFRKDM DKVETFLRIV QCRSVEGSCG F
161      170        180        190
```

## Mécanisme d'action
Le pegvisomant bloque l'action de l'hormone de croissance sur son récepteur et réduit ainsi la production d'IGF-1 responsable de la plupart des symptômes de l'acromégalie.

## Conditions de prescription et de délivrance en France
Médicament orphelin avec prescription initiale hospitalière annuelle et réservée aux spécialistes et services d'Endocrinologie et de Médecine interne.

## Posologie
Une dose de charge de 80 mg de pegvisomant doit être administrée par voie sous-cutanée sous contrôle médical. Ensuite, Somavert 10 mg reconstitué dans 1 ml de solvant doit être administré une fois par jour par voie sous-cutanée. Le site d’injection doit être alterné quotidiennement afin de prévenir la survenue de lipohypertrophie.

## Programme d’études
Le pegvisomant fait l'objet d'une étude observationnelle internationale appelée Acrostudy chez les patients atteints d'acromégalie. L’étude Acrostudy française devrait s’achever en 2018 compte tenu de la clôture de la période d’inclusion en fin d’année 2013 et de la durée de suivi de cinq ans.